# هوغو غونزاليس دوران
هوغو غونزاليس دوران (بالإسبانية: Hugo González Durán)‏ (1 أغسطس 1990 في المكسيك - ) هو لاعب كرة قدم مكسيكي في مركز حراسة المرمى. لعب مع نادي ديبورتيفو أوليمبيا.

## وصلات خارجية
- هوغو غونزاليس دوران على موقع قاعدة بيانات كرة القدم.إي يو (الإنجليزية)
- هوغو غونزاليس دوران على موقع ناشيونال فوتبول تيمز (الإنجليزية)
- هوغو غونزاليس دوران على موقع Soccerway.com (الإنجليزية)
- هوغو غونزاليس دوران على موقع AS.com (الإسبانية)